# Costituzione greca del 1864
La Seconda Assemblea Nazionale degli Elleni ebbe luogo ad Atene (1863-1864) e si occupò sia dell'elezione di un nuovo sovrano sia della stesura di una nuova Costituzione, attuando così il passaggio dalla monarchia costituzionale a una democrazia incoronata.
In seguito al rifiuto del principe Alfredo di Gran Bretagna (che fu eletto a stragrande maggioranza nel primo referendum del paese nel novembre 1862) di accettare la corona del Regno di Grecia, il governo offrì la corona al principe danese George Christian Willem del casato di Schleswig-Holstein-Sonderburg-Gluecksburg, che fu incoronato re costituzionale di Grecia con il nome di "Giorgio I, re degli Elleni".
La Costituzione del 1864 fu redatta sui modelli delle Costituzioni del Belgio del 1831 e della Danimarca del 1849, e stabiliva in termini chiari il principio della sovranità popolare, poiché l'unico organo legislativo con poteri reversibili era ora il Parlamento. Inoltre, l'articolo 31 ribadiva che tutti i poteri provenivano dalla Nazione e dovevano essere esercitati secondo quanto previsto dalla Costituzione, mentre l'articolo 44 stabiliva il principio di responsabilità, tenuto conto che il Re possedeva solo i poteri che gli erano conferiti dalla Costituzione e dalle leggi che le applicavano.
L'Assemblea scelse il sistema del Parlamento unicamerale (Vouli) con un mandato di quattro anni, e abolì di conseguenza il Senato, che molti accusavano di essere uno strumento nelle mani della monarchia. Come metodo per l'elezione dei parlamentari furono adottate le elezioni dirette, segrete e universali, mentre le elezioni dovevano svolgersi simultaneamente in tutta la nazione.
Inoltre, l'articolo 71 introdusse un conflitto tra l'essere un deputato e un impiegato pubblico o un sindaco stipendiato allo stesso tempo, ma non con il prestare servizio come ufficiale dell'esercito.
La Costituzione ribadiva varie clausole presenti nella Costituzione del 1844, come ad esempio che il Re nominasse e revocasse i ministri e che questi ultimi erano responsabili della persona del monarca, ma permise anche al Parlamento di istituire le "commissioni d'esame". Il Re, inoltre, si conservò il diritto di convocare il Parlamento sia in seduta ordinaria che straordinaria, e di scioglierlo a sua discrezione, purché il decreto di scioglimento fosse controfirmato anche dal Consiglio dei Ministri.
La Costituzione ripeteva testualmente la clausola dell'articolo 24 della Costituzione del 1844, secondo cui "Il Re nomina e revoca i suoi ministri". Questa frase asseriva che i ministri erano sostanzialmente subordinati al monarca, e che quindi rispondevano non solo al Parlamento, ma anche a lui. Inoltre, da nessuna parte nella Costituzione veniva affermato che il Re fosse obbligato a nominare il Gabinetto in conformità alla volontà della maggioranza in Parlamento. Questa era, però, l'interpretazione che sostenevano le forze politiche modernizzanti del paese, invocando il principio della sovranità popolare e lo spirito del regime parlamentare. Riuscirono finalmente ad imporlo attraverso il principio della "fiducia manifesta" del Parlamento, espresso nel 1875 da Charilaos Trikoupis e nel quale, quello stesso anno, nel suo discorso della Corona, re Giorgio I si impegnava espressamente a sostenere: "Chiedo come presupposto, di tutto ciò che chiamo al mio fianco per assistermi nel governo del Paese, possedere la manifesta confidenza e fiducia della maggioranza dei rappresentanti della Nazione. Inoltre, accetto che questa approvazione provenga dal Parlamento, poiché senza di essa il funzionamento armonioso della politica sarebbe impossibile".
L'instaurazione del principio della “fiducia manifesta” verso la fine del primo decennio della democrazia coronata, contribuì alla scomparsa di una prassi costituzionale che, per molti versi, reiterava le esperienze negative del periodo del regno di re Ottone. Infatti, dal 1864 al 1875 si erano svolte numerose elezioni di dubbia validità, mentre, in più e soprattutto vi era stato un coinvolgimento attivo del Trono negli affari politici attraverso la nomina di governi che godevano di una minoranza in Parlamento, o attraverso le dimissioni forzate di governi di maggioranza, quando le loro opinioni politiche si scontravano con quelle della corona.